# PGC 1328809
LEDA/PGC 1328809 ist eine Radiogalaxie im Sternbild Fische auf der Ekliptik. Sie ist schätzungsweise 736 Millionen Lichtjahre von der Milchstraße entfernt und hat einen Durchmesser von etwa 170.000 Lichtjahren. Vom Sonnensystem aus entfernt sich das Objekt mit einer errechneten Radialgeschwindigkeit von näherungsweise 16.400 Kilometern pro Sekunde.

## Galaktisches Umfeld
| Nr. | Galaxie          | Alternativname          | Rek           | Dek           | Distanz/asec |
| --- | ---------------- | ----------------------- | ------------- | ------------- | ------------ |
| →   | LEDA/PGC 1328809 | 2MASX J00205303+0742293 | 00h20m53.018s | +07d42m29.71s | 0            |
| 1   | LEDA/PGC 1329698 | 2MASX J00203399+0744362 | 00h20m34.00s  | +07d44m36.1s  | 309.98       |
| 2   | LEDA/PGC 1346    | UGC 201                 | 00h20m59.96s  | +07d37m19.7s  | 326.14       |
| 3   | IC 13            | LEDA/PGC 1301           | 00h20m20.09s  | +07d42m01.8s  | 490.19       |
| 4   | LEDA/PGC 1334785 | 2MASX J00203356+0756062 | 00h20m33.58s  | +07d56m06.5s  | 866.17       |